# Gmina Gorjani
Gmina Gorjani (chorw. Općina Gorjani) – gmina w Chorwacji, w żupanii osijecko-barańskiej.

## Miejscowości i liczba mieszkańców (2011)
- Gorjani - 1008
- Tomašanci - 583